# Holger Böning

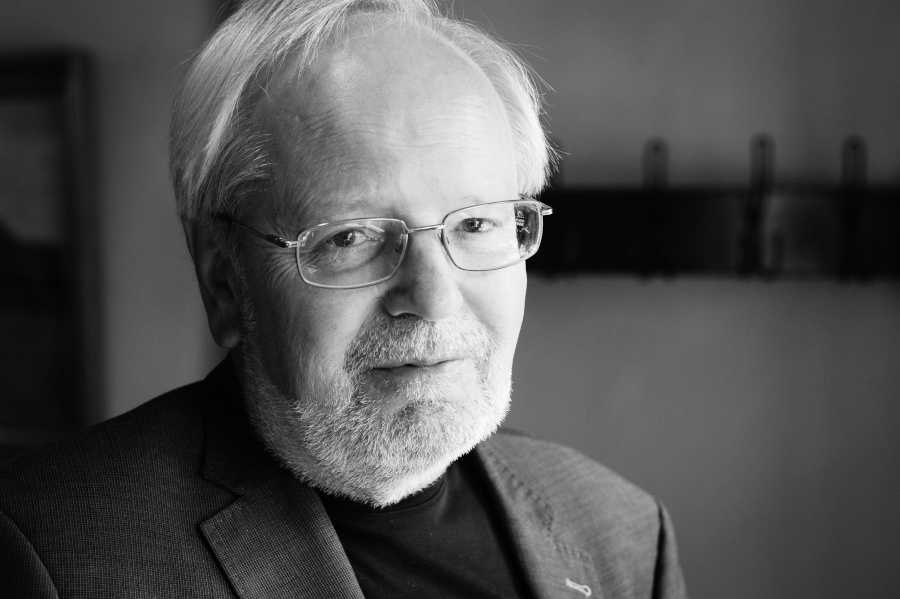
Holger Böning, Jena, 2017

Holger Böning (* 16. Dezember 1949 in Delmenhorst; † 5. Mai 2024 in Bremen) war ein deutscher Medienhistoriker. Er gehörte zu den wichtigsten Erforschern der Geschichte von Zeitungen und Zeitschriften der Vormoderne. 

## Leben und Wirken
Holger Böning besuchte die Volksschule und absolvierte eine Lehre als Starkstromelektriker. Er legte das Abitur auf dem Zweiten Bildungsweg am Oldenburg-Kolleg ab. Anschließend studierte er von 1972 bis 1978 Germanistik, Geschichte und Pädagogik. Im Jahre 1982 wurde er bei Hans-Wolf Jäger an der Universität Bremen promoviert mit einer Arbeit über die Volksaufklärung in der Schweiz. Im Jahr 1987 wurde er wissenschaftlicher Mitarbeiter bei der Deutschen Presseforschung an der Universität Bremen. Seine Habilitation erfolgte 1991 mit einer Arbeit über die Presse und Gebrauchsliteratur der deutschen Aufklärung. Böning war Professor für Neuere Deutsche Literatur und Geschichte der deutschen Presse am Institut für Deutsche Presseforschung der Universität Bremen. Er war Mitbegründer und von 1999 bis 2021 Mitherausgeber des Jahrbuchs für Kommunikationsgeschichte.
Seine Forschungsschwerpunkte waren die deutsche und Schweizer Geschichte, die Literatur und Presse, die Aufklärung im deutschsprachigen Raum, die Geschichte des politischen Liedes und der politischen Lyrik. Er veröffentlichte 1996 zusammen mit Emmy Moepps die ersten Bände der Bibliographie Deutsche Presse (zu Hamburg und den umliegenden Druckorten). Darin wurden für den Zeitraum vom 15. Jahrhundert bis 1815 mehr als 1000 Periodika verzeichnet. Über das Intelligenzblatt legte er eine über 1.100 Seiten starke Monographie in zwei Bänden vor. Sein Ziel war es, die deutschen Intelligenzblätter als zentrale Publikationsform der deutschen Volksaufklärung herauszustellen. Ihre Entwicklung verfolgt er von den Anfängen in den 1720er-Jahren bis zum Ende des 18. Jahrhunderts. Über den in der Forschung bis dahin wenig beachteten Hamburger Komponisten Johann Mattheson veröffentlichte er 2014 die erste Biographie. Er legte zwei Jahre später eine Biographie zum Zeitungsgründer und Reichstagsabgeordneten Julius Moses vor.
Für seine Arbeiten über die periodische Presse der Freien und Hansestadt Hamburg von den Anfängen bis 1815 wurde Böning 2005 vom Verein für Hamburgische Geschichte mit der nach Johann Martin Lappenberg benannten Medaille ausgezeichnet.
Im Mai 2024 verstarb Holger Böning im Alter von 74 Jahren.

## Schriften (Auswahl)
Monografien
- Heinrich Zschokke und sein „Aufrichtiger und wohlerfahrener Schweizerbote“. Die Volksaufklärung in der Schweiz (= Europäische Hochschulschriften. Reihe 1: Deutsche Sprache und Literatur. Bd. 563). Lang, Bern u. a. 1983, ISBN 3-261-05065-9 (Zugleich: Bremen, Universität, Dissertation, 1982: Die Volksaufklärung in der Schweiz.).
- Revolution in der Schweiz. Das Ende der Alten Eidgenossenschaft. Die Helvetische Republik 1798–1803. Lang, Frankfurt am Main u. a. 1985, ISBN 3-8204-8486-8.
- mit Emmy Moepps: Hamburg. Kommentierte Bibliographie der Zeitungen, Zeitschriften, Intelligenzblätter... Drei Bände. Frommann-Holzboog, Stuttgart 1996.
- Der Traum von Freiheit und Gleichheit. Helvetische Revolution und Republik (1798–1803) – die Schweiz auf dem Weg zur bürgerlichen Demokratie. Füssli, Zürich 1998, ISBN 3-280-02808-6.
- Ulrich Bräker. Der Arme Mann aus dem Toggenburg. Eine Biographie. Orell Füssli, Zürich 1998, ISBN 3-280-02455-2.
- Welteroberung durch ein neues Publikum. Die deutsche Presse und der Weg zur Aufklärung. Hamburg und Altona als Beispiel. Edition Lumière, Bremen 2002, ISBN 3-934686-08-7.
- Periodische Presse, Kommunikation und Aufklärung. Hamburg und Altona als Beispiel. Edition Lumière, Bremen 2002, ISBN 3-934686-09-5.
- Der Traum von einer Sache. Aufstieg und Fall der Utopien im politischen Lied der Bundesrepublik und der DDR (= Presse und Geschichte. Bd. 12). edition lumière, Bremen 2004, ISBN 3-934686-21-4.
- Der Musiker und Komponist Johann Mattheson als Hamburger Publizist. Studie zu den Anfängen der Moralischen Wochenschriften und der deutschen Musikpublizistik (= Presse und Geschichte. Bd. 78). 2. Auflage. edition lumiére, Bremen 2014, ISBN 978-3-943245-17-2.
- Zur Musik geboren. Johann Mattheson. Sänger an der Hamburger Oper, Komponist, Kantor und Musikpublizist. Eine Biographie (= Presse und Geschichte. Bd. 80). Edition Lumière, Bremen 2014, ISBN 978-3-943245-22-6.
- Volksarzt und Prophet des Schreckens. Julius Moses. Ein jüdisches Leben in Deutschland. Edition Lumière, Bremen 2016, ISBN 978-3-943245-40-0.
- Justus Möser. Anwalt der praktischen Vernunft : der Aufklärer, Publizist und Intelligenzblattherausgeber (= Presse und Geschichte. Bd. 110). edition lumière, Bremen 2017, ISBN 978-3-943245-76-9.
- Dreißigjähriger Krieg und Öffentlichkeit. Zeitungsberichterstattung als Rohfassung der Geschichtsschreibung (= Presse und Geschichte. Bd. 130). 2. Aufl. edition lumière, Bremen 2019, ISBN 978-3-943245-97-4.
- Geschichte der Hamburger und Altonaer Presse von den Anfängen bis zum Ende des Alten Reichs (= Presse und Geschichte. Bd. 128/129). Zwei Bände. edition lumière, Bremen 2020, ISBN 978-3-943245-96-7 und ISBN 978-3-943245-95-0.
- "Der Noten und des Glückes Lauf". Georg Philipp Telemann. Ein poetischer Spaziergang durch das Leben des Dichters und Publizisten (= Presse und Geschichte. Bd. 140). edition lumière, Bremen 2020, ISBN 978-3-948077-08-2.
- Das Intelligenzblatt. Gemeinnutz und Aufklärung für jedermann. Studie zu einer publizistischen Gattung des 18. Jahrhunderts, zur Revolution der Wissensvermittlung und zu den Anfängen einer lokalen Presse. 2 Bde. Edition Lumière, Bremen 2023, ISBN 978-3-948077-30-3
- Bürger ohne Land. Johann Michael Afsprung. Deutscher Aufklärer und helvetischer Revolutionär (= Presse und Geschichte, Bd. 160). edition lumière, Bremen 2024, ISBN 978-3-948077-39-6

Herausgeberschaften
- Französische Revolution und deutsche Öffentlichkeit. Wandlungen in Presse und Alltagskultur am Ende des achtzehnten Jahrhunderts (= Deutsche Presseforschung. Bd. 28). Saur, München u. a. 1992, ISBN 3-598-21629-7.
- Deutsche Presseforschung. Geschichte, Projekte und Perspektiven eines Forschungsinstituts der Universität Bremen. Nebst einigen Beiträgen zur Bedeutung der historischen Presseforschung (= Presse und Geschichte. Bd. 13). Edition Lumière, Bremen 2004, ISBN 3-934686-20-6.
- Hans Wolf Jäger, Andrzej Katny und Marian Szczodrowski: Danzig und der Ostseeraum. Sprache, Literatur, Publizistik (= Presse und Geschichte. Bd. 16). Edition Lumière, Bremen 2005, ISBN 3-934686-27-3.
- mit Hanno Schmitt und Reinhart Siegert: Volksaufklärung. Eine praktische Reformbewegung des 18. und 19. Jahrhunderts (= Presse und Geschichte. Bd. 27). Edition Lumière, Bremen 2007, ISBN 978-3-934686-44-1.
- 300 Jahre Friedrich II. Ein Literaturbericht zum Jubiläumsjahr 2012. Eingeschlossen einige Gedanken zum Verhältnis des großen Königs zu seinen kleinen Untertanen zu Volksaufklärung und Volkstäuschung sowie zur Publizistik (= Presse und Geschichte. Bd. 75). Edition Lumière, Bremen 2013, ISBN 978-3-943245-13-4.